# Плотников, Иван Николаевич (генерал)
Иван Николаевич Плотников (1839—1889) — генерал-майор русской императорской армии, командир 28-го пехотного Полоцкого полка.
Родился в 1839 году в семье дворян Оренбургской губернии; в десятилетнем возрасте был отдан в Оренбургский Неплюевский кадетский корпус, из которого был выпущен в 1859 году. Службу начал в Оренбургском № 2 батальоне, где прошёл все должности строевого офицера, начиная с младшего офицера роты и кончая ротным командиром. 
В 1873 году, ещё состоя в чине капитана, командовал двумя ротами 1-го Туркестанского стрелкового батальона, участвовавшего в Хивинском походе. Показал себя в походе дельным, распорядительным и храбрым офицером и за отличия был произведён в майоры с назначением командиром 9-го Туркестанского линейного батальона, а также и начальником Самаркандского военного госпиталя. Принимал очень деятельное участие в занятии столицы Хивинского ханства. 
Затем, во время русско-турецкой войны Плотников командовал уже частью Туркестанского отряда и за отличия был награждён орденом Св. Владимира 4-й степени с мечами и бантом. По окончании войны, командовал 1-м Туркестанским линейным батальоном; с 24 октября 1879 года находился в чине полковника. С начала 1880-х годов он заведовал производством смотров стрельбы в частях войск, расположенных по реке Сыр-Дарья. 
В 1887 году был назначен командиром 28-го пехотного Полоцкого полка. 
Умер в Кельцах, после тяжелой и продолжительной болезни, в первых числах декабря 1889 года. Тело его было перевезено в Петербург, где он и был похоронен. 

## Источник
- Плотников, Иван Николаевич (генерал) // Русский биографический словарь : в 25 томах. — СПб.—М., 1896—1918.